# ヤリンガ

ヤリンガ(Yalinga) は中央アフリカ共和国中東部オート・コト州の町及び準州の名称。

## 交通
ヤリンガ空港が所在し、国内線が開通している。